# Bulgariska socialdemokratiska partiet
Bulgariska socialdemokratiska partiet, Partija Balgarski Socialdemokrati (PBS) är ett socialdemokratiskt parti i Bulgarien.
PBS tillhör valalliansen Koalition för Bulgarien som i valet den 25 juni 2005, fick 34,2 % av rösterna och 82 av de 240 mandaten i parlamentet.

## Partiledare
- Atanas Moskov, 1989–1990
- Petur Dertlijev, 1990–2002
- Georgi Atanasov, från 2002